# 7e cérémonie des Central Ohio Film Critics Association Awards
La 7e cérémonie des Central Ohio Film Critics Association Awards, décernés par la Central Ohio Film Critics Association, a eu lieu le 8 janvier 2009, et a récompensé les films réalisés l'année précédente.

## Palmarès

### Top 10 des meilleurs films
1. WALL-E
2. Slumdog Millionaire
3. Frozen River
4. The Dark Knight : Le Chevalier noir (The Dark Knight)
5. Frost/Nixon
6. Harvey Milk (Milk)
7. The Wrestler
8. Morse (Låt den rätte komma in)
9. L'Étrange Histoire de Benjamin Button (The Curious Case of Benjamin Button)
10. Bons baisers de Bruges (In Bruges)

### Meilleur réalisateur
- Danny Boyle pour Slumdog Millionaire
  - Andrew Stanton pour WALL-E

### Meilleur acteur
- Mickey Rourke pour le rôle de Randy "Ram" Robinson dans The Wrestler
  - Sean Penn pour le rôle de Harvey Milk dans Harvey Milk (Milk)

### Meilleure actrice
- Melissa Leo pour le rôle de Ray Eddy dans Frozen River
  - Anne Hathaway pour le rôle de Kym dans Rachel se marie (Rachel Getting Married)

### Meilleur acteur dans un second rôle
- Heath Ledger pour le rôle du Joker dans The Dark Knight : Le Chevalier noir (The Dark Knight)
  - Eddie Marsan pour le rôle de Scott dans Be Happy (Happy-Go-Lucky)
  - Philip Seymour Hoffman pour le rôle du père Brendan Flynn dans Doute (Doubt)

### Meilleure actrice dans un second rôle
- Marisa Tomei pour le rôle de Cassidy dans The Wrestler
  - Misty Upham pour le rôle de Lila Littlewolf dans Frozen River

### Meilleure distribution
- The Dark Knight : Le Chevalier noir (The Dark Knight)
  - Slumdog Millionaire

### Acteur de l'année
(pour l'ensemble de son travail en 2008)
- Robert Downey Jr. – Iron Man et Tonnerre sous les tropiques (Tropic Thunder)
  - James Franco – Harvey Milk (Milk) et Délire Express (Pineapple Express)

### Artiste le plus prometteur
- Melissa Leo – Frozen River (actrice)
  - Courtney Hunt – Frozen River (scénario et réalisation)

### Meilleur scénario original
- WALL-E – Andrew Stanton et Jim Reardon
  - Frozen River – Courtney Hunt

### Meilleur scénario adapté
- Slumdog Millionaire – Simon Beaufoy
  - Frost/Nixon – Peter Morgan

### Meilleure photographie
- The Dark Knight : Le Chevalier noir (The Dark Knight) – Wally Pfister
  - Slumdog Millionaire – Anthony Dod Mantle

### Meilleure musique de film
- L'Étrange Histoire de Benjamin Button (The Curious Case of Benjamin Button) – Alexandre Desplat
  - Slumdog Millionaire – A. R. Rahman

### Meilleur film en langue étrangère
- 4 Mois, 3 semaines, 2 jours (4 luni, 3 săptămâni şi 2 zile) •  Roumanie
  - Morse (Låt den rätte komma in) •  Suède

### Meilleur film d'animation
- WALL-E
  - Kung Fu Panda

### Meilleur film documentaire
- Le Funambule  (Man on Wire)
  - American Teen

### Meilleur film passé inaperçu
- La Ville fantôme (Ghost Town)
  - RocknRolla